# Lista över fornlämningar i Mörbylånga kommun (Kastlösa)
Lista över fornlämningar i Mörbylånga kommun (Kastlösa) är en förteckning av ett urval av de fornlämningar som finns i Kastlösa i Mörbylånga kommun.
| Namn                            | Lämningstyp                      | Tillkomsttid | Historisk indelning | Plats | Läge                 | ID-nr          | Bild                                      |
| ------------------------------- | -------------------------------- | ------------ | ------------------- | ----- | -------------------- | -------------- | ----------------------------------------- |
| Kastlösa 1:1                    | Stensättning                     |              | Kastlösa, Öland     |       | 56.496527, 16.421651 | 10082800010001 | Ladda upp en bild av detta fornminne      |
| Kastlösa 1:2                    | Stenkistgrav                     |              | Kastlösa, Öland     |       | 56.496418, 16.421557 | 10082800010002 | Ladda upp en bild av detta fornminne      |
| Kastlösa 1:3                    | Stensättning                     |              | Kastlösa, Öland     |       | 56.496341, 16.421519 | 10082800010003 | Ladda upp en bild av detta fornminne      |
| Galgbacken (Kastlösa 2:1)       | Röse                             |              | Kastlösa, Öland     |       | 56.495872, 16.421550 | 10082800020001 | Ladda upp en bild av detta fornminne      |
| Galgbacken (Kastlösa 2:2)       | Stensättning                     |              | Kastlösa, Öland     |       | 56.496042, 16.421816 | 10082800020002 | Ladda upp en bild av detta fornminne      |
| Galgbacken (Kastlösa 2:3)       | Stensättning                     |              | Kastlösa, Öland     |       | 56.495725, 16.421635 | 10082800020003 | Ladda upp en bild av detta fornminne      |
| Galgbacken (Kastlösa 2:4)       | Grav markerad av sten/block      |              | Kastlösa, Öland     |       | 56.495728, 16.421340 | 10082800020004 | Ladda upp en bild av detta fornminne      |
| Kastlösa 3:1                    | Röse                             |              | Kastlösa, Öland     |       | 56.493888, 16.421398 | 10082800030001 | Ladda upp en bild av detta fornminne      |
| Kastlösa 4:1                    | Grav markerad av sten/block      |              | Kastlösa, Öland     |       | 56.492763, 16.421007 | 10082800040001 | Ladda upp en bild av detta fornminne      |
| Kastlösa 4:2                    | Grav markerad av sten/block      |              | Kastlösa, Öland     |       | 56.492704, 16.420765 | 10082800040002 | Ladda upp en bild av detta fornminne      |
| Kastlösa 14:1                   | Hög                              |              | Kastlösa, Öland     |       | 56.474961, 16.429628 | 10082800140001 | Ladda upp en bild av detta fornminne      |
| Kastlösa 18:1                   | Stensättning                     |              | Kastlösa, Öland     |       | 56.480926, 16.433478 | 10082800180001 | Ladda upp en bild av detta fornminne      |
| Kastlösa 18:2                   | Stensättning                     |              | Kastlösa, Öland     |       | 56.480958, 16.432997 | 10082800180002 | Ladda upp en bild av detta fornminne      |
| Kastlösa 19:1                   | Hög                              |              | Kastlösa, Öland     |       | 56.481219, 16.436602 | 10082800190001 | Ladda upp en bild av detta fornminne      |
| Kastlösa 19:2                   | Hög                              |              | Kastlösa, Öland     |       | 56.481325, 16.436926 | 10082800190002 | Ladda upp en bild av detta fornminne      |
| Kastlösa 19:3                   | Stensättning                     |              | Kastlösa, Öland     |       | 56.481304, 16.437246 | 10082800190003 | Ladda upp en bild av detta fornminne      |
| Kastlösa 19:4                   | Stensättning                     |              | Kastlösa, Öland     |       | 56.481389, 16.437395 | 10082800190004 | Ladda upp en bild av detta fornminne      |
| Kastlösa 21:1                   | Stensättning                     |              | Kastlösa, Öland     |       | 56.482725, 16.434499 | 10082800210001 | Ladda upp en bild av detta fornminne      |
| Kastlösa 21:2                   | Stensättning                     |              | Kastlösa, Öland     |       | 56.482338, 16.434455 | 10082800210002 | Ladda upp en bild av detta fornminne      |
| Kastlösa 22:1                   | Stensättning                     |              | Kastlösa, Öland     |       | 56.483340, 16.434915 | 10082800220001 | Ladda upp en bild av detta fornminne      |
| Kastlösa 23:1                   | Stensättning                     |              | Kastlösa, Öland     |       | 56.482786, 16.438049 | 10082800230001 | Ladda upp en bild av detta fornminne      |
| Kastlösa 26:1                   | Husgrund, förhistorisk/medeltida |              | Kastlösa, Öland     |       | 56.477051, 16.449512 | 10082800260001 | Ladda upp en bild av detta fornminne      |
| Kastlösa 26:2                   | Husgrund, förhistorisk/medeltida |              | Kastlösa, Öland     |       | 56.477087, 16.449731 | 10082800260002 | Ladda upp en bild av detta fornminne      |
| Kastlösa 26:3                   | Husgrund, förhistorisk/medeltida |              | Kastlösa, Öland     |       | 56.477047, 16.449938 | 10082800260003 | Ladda upp en bild av detta fornminne      |
| Kastlösa 26:4                   | Husgrund, förhistorisk/medeltida |              | Kastlösa, Öland     |       | 56.476931, 16.449845 | 10082800260004 | Ladda upp en bild av detta fornminne      |
| Kastlösa 26:5                   | Husgrund, förhistorisk/medeltida |              | Kastlösa, Öland     |       | 56.476878, 16.449610 | 10082800260005 | Ladda upp en bild av detta fornminne      |
| Kastlösa 27:1                   | Husgrund, förhistorisk/medeltida |              | Kastlösa, Öland     |       | 56.478639, 16.451599 | 10082800270001 | Ladda upp en bild av detta fornminne      |
| Kastlösa 27:2                   | Husgrund, förhistorisk/medeltida |              | Kastlösa, Öland     |       | 56.478461, 16.451328 | 10082800270002 | Ladda upp en bild av detta fornminne      |
| Kastlösa 27:3                   | Husgrund, förhistorisk/medeltida |              | Kastlösa, Öland     |       | 56.478570, 16.451147 | 10082800270003 | Ladda upp en bild av detta fornminne      |
| Kastlösa 27:4                   | Husgrund, förhistorisk/medeltida |              | Kastlösa, Öland     |       | 56.478408, 16.451165 | 10082800270004 | Ladda upp en bild av detta fornminne      |
| Kastlösa 27:5                   | Husgrund, förhistorisk/medeltida |              | Kastlösa, Öland     |       | 56.478437, 16.451007 | 10082800270005 | Ladda upp en bild av detta fornminne      |
| Kastlösa 28:1                   | Gravfält                         |              | Kastlösa, Öland     |       | 56.480217, 16.453008 | 10082800280001 | Ladda upp en bild av detta fornminne      |
| Kastlösa 28:2                   | Gravfält                         |              | Kastlösa, Öland     |       | 56.481859, 16.451165 | 10082800280002 | Ladda upp en bild av detta fornminne      |
| Kastlösa 29:1                   | Gravfält                         |              | Kastlösa, Öland     |       | 56.480464, 16.439031 | 10082800290001 | Ladda upp en bild av detta fornminne      |
| Kastlösa 31:1                   | Stensättning                     |              | Kastlösa, Öland     |       | 56.478511, 16.443602 | 10082800310001 | Ladda upp en bild av detta fornminne      |
| Kastlösa 32:1                   | Husgrund, förhistorisk/medeltida |              | Kastlösa, Öland     |       | 56.477999, 16.453271 | 10082800320001 | Ladda upp en bild av detta fornminne      |
| Kastlösa 32:2                   | Husgrund, förhistorisk/medeltida |              | Kastlösa, Öland     |       | 56.477393, 16.454010 | 10082800320002 | Ladda upp en bild av detta fornminne      |
| Kastlösa 33:1                   | Husgrund, förhistorisk/medeltida |              | Kastlösa, Öland     |       | 56.477332, 16.455395 | 10082800330001 | Ladda upp en bild av detta fornminne      |
| Kastlösa 33:2                   | Husgrund, förhistorisk/medeltida |              | Kastlösa, Öland     |       | 56.477456, 16.455622 | 10082800330002 | Ladda upp en bild av detta fornminne      |
| Kastlösa 33:3                   | Husgrund, förhistorisk/medeltida |              | Kastlösa, Öland     |       | 56.477448, 16.455275 | 10082800330003 | Ladda upp en bild av detta fornminne      |
| Kastlösa 33:4                   | Husgrund, förhistorisk/medeltida |              | Kastlösa, Öland     |       | 56.477377, 16.455942 | 10082800330004 | Ladda upp en bild av detta fornminne      |
| Kastlösa 33:5                   | Husgrund, förhistorisk/medeltida |              | Kastlösa, Öland     |       | 56.477219, 16.455712 | 10082800330005 | Ladda upp en bild av detta fornminne      |
| Kastlösa 36:1                   | Gravfält                         |              | Kastlösa, Öland     |       | 56.479197, 16.470015 | 10082800360001 | Ladda upp en bild av detta fornminne      |
| Kastlösa 37:1                   | Gravfält                         |              | Kastlösa, Öland     |       | 56.462734, 16.472953 | 10082800370001 | Ladda upp en bild av detta fornminne      |
| Kastlösa 38:1                   | Stensättning                     |              | Kastlösa, Öland     |       | 56.455424, 16.475612 | 10082800380001 | Ladda upp en bild av detta fornminne      |
| Kastlösa 38:2                   | Stensättning                     |              | Kastlösa, Öland     |       | 56.455679, 16.475679 | 10082800380002 | Ladda upp en bild av detta fornminne      |
| Kastlösa 39:1                   | Hällristning                     |              | Kastlösa, Öland     |       | 56.456034, 16.473586 | 10082800390001 | Ladda upp en bild av detta fornminne      |
| Kastlösa 39:2                   | Stensättning                     |              | Kastlösa, Öland     |       | 56.455887, 16.472910 | 10082800390002 | Ladda upp en bild av detta fornminne      |
| Kastlösa 40:1                   | Stensättning                     |              | Kastlösa, Öland     |       | 56.453585, 16.447037 | 10082800400001 | Ladda upp en bild av detta fornminne      |
| Kastlösa 41:1                   | Stensättning                     |              | Kastlösa, Öland     |       | 56.455705, 16.451397 | 10082800410001 | Ladda upp en bild av detta fornminne      |
| Kastlösa 43:1                   | Gravfält                         |              | Kastlösa, Öland     |       | 56.454282, 16.452384 | 10082800430001 | Ladda upp en bild av detta fornminne      |
| Kastlösa 44:1                   | Grav markerad av sten/block      |              | Kastlösa, Öland     |       | 56.471586, 16.494246 | 10082800440001 | Ladda upp en till bild av detta fornminne |
| Kastlösa 44:2                   | Stensättning                     |              | Kastlösa, Öland     |       | 56.471677, 16.494307 | 10082800440002 | Ladda upp en bild av detta fornminne      |
| Tingstad flisor (Kastlösa 45:1) | Gravfält                         |              | Kastlösa, Öland     |       | 56.473755, 16.493968 | 10082800450001 | Ladda upp en till bild av detta fornminne |
| Kastlösa 48:1                   | Husgrund, förhistorisk/medeltida |              | Kastlösa, Öland     |       | 56.473652, 16.500560 | 10082800480001 | Ladda upp en till bild av detta fornminne |
| Kastlösa 48:2                   | Husgrund, förhistorisk/medeltida |              | Kastlösa, Öland     |       | 56.473516, 16.500552 | 10082800480002 | Ladda upp en bild av detta fornminne      |
| Kastlösa 48:3                   | Husgrund, förhistorisk/medeltida |              | Kastlösa, Öland     |       | 56.473555, 16.500887 | 10082800480003 | Ladda upp en bild av detta fornminne      |
| Kastlösa 49:1                   | Stensättning                     |              | Kastlösa, Öland     |       | 56.476831, 16.507796 | 10082800490001 | Ladda upp en bild av detta fornminne      |
| Kastlösa 49:2                   | Stensättning                     |              | Kastlösa, Öland     |       | 56.476744, 16.507722 | 10082800490002 | Ladda upp en bild av detta fornminne      |
| Kastlösa 50:1                   | Stensättning                     |              | Kastlösa, Öland     |       | 56.476517, 16.505280 | 10082800500001 | Ladda upp en bild av detta fornminne      |
| Kastlösa 50:2                   | Stensättning                     |              | Kastlösa, Öland     |       | 56.476639, 16.505409 | 10082800500002 | Ladda upp en bild av detta fornminne      |
| Kastlösa 50:3                   | Stensättning                     |              | Kastlösa, Öland     |       | 56.476421, 16.505086 | 10082800500003 | Ladda upp en bild av detta fornminne      |
| Kastlösa 50:4                   | Stensättning                     |              | Kastlösa, Öland     |       | 56.476382, 16.505303 | 10082800500004 | Ladda upp en bild av detta fornminne      |
| Kastlösa 51:1                   | Stensättning                     |              | Kastlösa, Öland     |       | 56.472648, 16.505845 | 10082800510001 | Ladda upp en bild av detta fornminne      |
| Kastlösa 54:1                   | Gravfält                         |              | Kastlösa, Öland     |       | 56.444466, 16.469212 | 10082800540001 | Ladda upp en bild av detta fornminne      |
| Kastlösa 55:1                   | Gravfält                         |              | Kastlösa, Öland     |       | 56.451158, 16.465972 | 10082800550001 | Ladda upp en bild av detta fornminne      |
| Kastlösa 58:1                   | Hög                              |              | Kastlösa, Öland     |       | 56.451598, 16.428277 | 10082800580001 | Ladda upp en bild av detta fornminne      |
| Kastlösa 59:1                   | Hög                              |              | Kastlösa, Öland     |       | 56.448220, 16.426621 | 10082800590001 | Ladda upp en bild av detta fornminne      |
| Kastlösa 60:1                   | Stenkistgrav                     |              | Kastlösa, Öland     |       | 56.458815, 16.430480 | 10082800600001 | Ladda upp en bild av detta fornminne      |
| Kastlösa 60:2                   | Grav markerad av sten/block      |              | Kastlösa, Öland     |       | 56.458775, 16.430765 | 10082800600002 | Ladda upp en bild av detta fornminne      |
| Kastlösa 61:1                   | Stensättning                     |              | Kastlösa, Öland     |       | 56.448474, 16.437908 | 10082800610001 | Ladda upp en bild av detta fornminne      |
| Kastlösa 63:1                   | Stensättning                     |              | Kastlösa, Öland     |       | 56.448727, 16.448392 | 10082800630001 | Ladda upp en bild av detta fornminne      |
| Kastlösa 65:1                   | Husgrund, förhistorisk/medeltida |              | Kastlösa, Öland     |       | 56.443521, 16.494774 | 10082800650001 | Ladda upp en bild av detta fornminne      |
| Kastlösa 65:2                   | Husgrund, förhistorisk/medeltida |              | Kastlösa, Öland     |       | 56.443337, 16.494864 | 10082800650002 | Ladda upp en bild av detta fornminne      |
| Kastlösa 66:1                   | Husgrund, förhistorisk/medeltida |              | Kastlösa, Öland     |       | 56.441750, 16.502397 | 10082800660001 | Ladda upp en bild av detta fornminne      |
| Kastlösa 71:1                   | Stensättning                     |              | Kastlösa, Öland     |       | 56.474782, 16.483340 | 10082800710001 | Ladda upp en bild av detta fornminne      |
| Kastlösa 72:1                   | Gravfält                         |              | Kastlösa, Öland     |       | 56.442695, 16.426689 | 10082800720001 | Ladda upp en bild av detta fornminne      |
| Kastlösa 79:1                   | Stensättning                     |              | Kastlösa, Öland     |       | 56.440382, 16.381653 | 10082800790001 | Ladda upp en bild av detta fornminne      |
| Kastlösa 83:1                   | Stensättning                     |              | Kastlösa, Öland     |       | 56.471764, 16.380209 | 10082800830001 | Ladda upp en bild av detta fornminne      |
| Kastlösa 84:1                   | Stensättning                     |              | Kastlösa, Öland     |       | 56.472857, 16.429401 | 10082800840001 | Ladda upp en bild av detta fornminne      |
| Kastlösa 84:2                   | Stensättning                     |              | Kastlösa, Öland     |       | 56.473103, 16.429405 | 10082800840002 | Ladda upp en bild av detta fornminne      |
| Kastlösa 87:1                   | Hällristning                     |              | Kastlösa, Öland     |       | 56.490802, 16.437788 | 10082800870001 | Ladda upp en bild av detta fornminne      |
| Kastlösa 88:1                   | Hällristning                     |              | Kastlösa, Öland     |       | 56.488477, 16.434455 | 10082800880001 | Ladda upp en bild av detta fornminne      |
| Kastlösa 90:1                   | Hällristning                     |              | Kastlösa, Öland     |       | 56.489433, 16.437581 | 10082800900001 | Ladda upp en bild av detta fornminne      |
| Kastlösa 91:1                   | Stensättning                     |              | Kastlösa, Öland     |       | 56.488300, 16.452972 | 10082800910001 | Ladda upp en bild av detta fornminne      |
| Kastlösa 91:2                   | Stenkrets                        |              | Kastlösa, Öland     |       | 56.488172, 16.453242 | 10082800910002 | Ladda upp en bild av detta fornminne      |
| Kastlösa 92:1                   | Hällristning                     |              | Kastlösa, Öland     |       | 56.491874, 16.462116 | 10082800920001 | Ladda upp en bild av detta fornminne      |
| Kastlösa 93:1                   | Hällristning                     |              | Kastlösa, Öland     |       | 56.485311, 16.457401 | 10082800930001 | Ladda upp en bild av detta fornminne      |
| Kastlösa 94:1                   | Stenkrets                        |              | Kastlösa, Öland     |       | 56.478587, 16.453956 | 10082800940001 | Ladda upp en bild av detta fornminne      |
| Kastlösa 94:2                   | Stensättning                     |              | Kastlösa, Öland     |       | 56.478702, 16.454096 | 10082800940002 | Ladda upp en bild av detta fornminne      |
| Kastlösa 96:1                   | Husgrund, förhistorisk/medeltida |              | Kastlösa, Öland     |       | 56.474127, 16.451233 | 10082800960001 | Ladda upp en bild av detta fornminne      |
| Kastlösa 96:2                   | Husgrund, förhistorisk/medeltida |              | Kastlösa, Öland     |       | 56.474245, 16.451472 | 10082800960002 | Ladda upp en bild av detta fornminne      |
| Kastlösa 97:1                   | Hällristning                     |              | Kastlösa, Öland     |       | 56.475784, 16.452676 | 10082800970001 | Ladda upp en bild av detta fornminne      |
| Kastlösa 97:2                   | Hällristning                     |              | Kastlösa, Öland     |       | 56.475658, 16.453570 | 10082800970002 | Ladda upp en bild av detta fornminne      |
| Kastlösa 99:1                   | Stensättning                     |              | Kastlösa, Öland     |       | 56.478151, 16.452961 | 10082800990001 | Ladda upp en bild av detta fornminne      |
| Kastlösa 99:2                   | Hällristning                     |              | Kastlösa, Öland     |       | 56.478254, 16.452744 | 10082800990002 | Ladda upp en bild av detta fornminne      |
| Kastlösa 99:3                   | Stensättning                     |              | Kastlösa, Öland     |       | 56.478344, 16.452455 | 10082800990003 | Ladda upp en bild av detta fornminne      |
| Kastlösa 103:1                  | Stensättning                     |              | Kastlösa, Öland     |       | 56.481920, 16.491201 | 10082801030001 | Ladda upp en bild av detta fornminne      |
| Kastlösa 105:1                  | Hällristning                     |              | Kastlösa, Öland     |       | 56.451861, 16.452929 | 10082801050001 | Ladda upp en bild av detta fornminne      |
| Kastlösa 105:2                  | Hällristning                     |              | Kastlösa, Öland     |       | 56.451862, 16.452521 | 10082801050002 | Ladda upp en bild av detta fornminne      |
| Kastlösa 106:1                  | Stensättning                     |              | Kastlösa, Öland     |       | 56.463450, 16.473529 | 10082801060001 | Ladda upp en bild av detta fornminne      |
| Kastlösa 107:1                  | Hällristning                     |              | Kastlösa, Öland     |       | 56.463213, 16.484804 | 10082801070001 | Ladda upp en bild av detta fornminne      |
| Kastlösa 108:1                  | Stensättning                     |              | Kastlösa, Öland     |       | 56.455007, 16.452741 | 10082801080001 | Ladda upp en bild av detta fornminne      |
| Kastlösa 108:2                  | Stensättning                     |              | Kastlösa, Öland     |       | 56.454914, 16.452691 | 10082801080002 | Ladda upp en bild av detta fornminne      |
| Kastlösa 108:3                  | Stensättning                     |              | Kastlösa, Öland     |       | 56.455202, 16.453403 | 10082801080003 | Ladda upp en bild av detta fornminne      |
| Kastlösa 109:1                  | Hällristning                     |              | Kastlösa, Öland     |       | 56.453923, 16.466869 | 10082801090001 | Ladda upp en bild av detta fornminne      |
| Kastlösa 110:1                  | Hällristning                     |              | Kastlösa, Öland     |       | 56.455799, 16.470106 | 10082801100001 | Ladda upp en bild av detta fornminne      |
| Kastlösa 112:1                  | Hällristning                     |              | Kastlösa, Öland     |       | 56.456831, 16.431938 | 10082801120001 | Ladda upp en bild av detta fornminne      |
| Kastlösa 113:1                  | Hällristning                     |              | Kastlösa, Öland     |       | 56.455768, 16.444912 | 10082801130001 | Ladda upp en bild av detta fornminne      |
| Kastlösa 117:1                  | Hällristning                     |              | Kastlösa, Öland     |       | 56.444103, 16.449000 | 10082801170001 | Ladda upp en bild av detta fornminne      |
| Kastlösa 120:1                  | Hällristning                     |              | Kastlösa, Öland     |       | 56.442694, 16.441239 | 10082801200001 | Ladda upp en bild av detta fornminne      |
| Kastlösa 121:1                  | Stensättning                     |              | Kastlösa, Öland     |       | 56.443496, 16.439229 | 10082801210001 | Ladda upp en bild av detta fornminne      |
| Kastlösa 122:1                  | Hällristning                     |              | Kastlösa, Öland     |       | 56.436862, 16.440040 | 10082801220001 | Ladda upp en bild av detta fornminne      |
| Kastlösa 123:1                  | Hällristning                     |              | Kastlösa, Öland     |       | 56.427600, 16.436993 | 10082801230001 | Ladda upp en bild av detta fornminne      |
| Kastlösa 124:1                  | Husgrund, förhistorisk/medeltida |              | Kastlösa, Öland     |       | 56.428428, 16.436030 | 10082801240001 | Ladda upp en bild av detta fornminne      |
| Kastlösa 125:1                  | Hällristning                     |              | Kastlösa, Öland     |       | 56.425757, 16.436560 | 10082801250001 | Ladda upp en bild av detta fornminne      |
| Kastlösa 127:1                  | Hällristning                     |              | Kastlösa, Öland     |       | 56.443337, 16.470456 | 10082801270001 | Ladda upp en bild av detta fornminne      |
| Kastlösa 127:2                  | Stensättning                     |              | Kastlösa, Öland     |       | 56.443162, 16.469742 | 10082801270002 | Ladda upp en bild av detta fornminne      |
| Kastlösa 128:1                  | Stensättning                     |              | Kastlösa, Öland     |       | 56.442859, 16.470446 | 10082801280001 | Ladda upp en bild av detta fornminne      |
| Kastlösa 131:1                  | Husgrund, förhistorisk/medeltida |              | Kastlösa, Öland     |       | 56.429828, 16.492651 | 10082801310001 | Ladda upp en bild av detta fornminne      |
| Kastlösa 132:1                  | Gravfält                         |              | Kastlösa, Öland     |       | 56.428042, 16.462530 | 10082801320001 | Ladda upp en bild av detta fornminne      |
| Kastlösa 134:1                  | Hällristning                     |              | Kastlösa, Öland     |       | 56.435136, 16.455605 | 10082801340001 | Ladda upp en bild av detta fornminne      |
| Kastlösa 135:1                  | Hällristning                     |              | Kastlösa, Öland     |       | 56.436826, 16.457437 | 10082801350001 | Ladda upp en bild av detta fornminne      |
| Kastlösa 140:1                  | Hällristning                     |              | Kastlösa, Öland     |       | 56.487509, 16.438642 | 10082801400001 | Ladda upp en bild av detta fornminne      |
| Kastlösa 232                    | Stenkistgrav                     |              | Kastlösa, Öland     |       | 56.450439, 16.427903 | 12000000126402 | Ladda upp en bild av detta fornminne      |